# Хасли Канјон (Калифорнија)
Хасли Канјон (енгл. Hasley Canyon) насељено је место без административног статуса у америчкој савезној држави Калифорнија.

## Демографија
По попису из 2010. године број становника је 1.137.
| Група             | 2000.    | 2010.       |
| Белци             | 0 (0,0%) | 825 (72,6%) |
| Афроамериканци    | 0 (0,0%) | 15 (1,3%)   |
| Азијати           | 0 (0,0%) | 26 (2,3%)   |
| Хиспаноамериканци | 0 (0,0%) | 244 (21,5%) |
| Укупно            | 0        | 1.137       |